# Kristen Bjorn
Kristen Bjorn (ur. 12 października 1957 w Londynie) – brytyjski reżyser i producent filmów pornograficznych dla gejów, a także były aktor pornografii gejowskiej. 
Swój pseudonim przyjął od szwedzkiego tenisisty Björna Borga.

## Życiorys

### Wczesne lata
Urodził się w Londynie w Anglii jako najmłodszy z czwórki dzieci. Jego matka była córką rosyjskich emigrantów. Wychowywał się z dwiema siostrami i bratem w Waszyngtonie w Dystrykcie Kolumbii, gdzie jego ojciec Brytyjczyk stacjonował jako dyplomata. Jego rodzice rozwiedli się, gdy miał piętnaście lat.
Po ukończeniu szkoły średniej, opuścił Stany Zjednoczone i podróżował do miejsc takich jak Azja, Indie i Europa, gdzie pracował jako fotograf dla magazynu „National Geographic”. Wkrótce pracował jako jego asystent, a także redaktor magazynów nowojorskich Mavety Media Group. Po osiedleniu się na pewien czas w Hiszpanii, zanim przeniósł się do Meksyku. W 1979 przeprowadził się do San Francisco, gdzie po raz pierwszy spotkał homoseksualną społeczność. Przez dwa lata studiował na Uniwersytecie Stanowym w San Francisco, utrzymując się jako kelner i sprzedawca w sklepie ze zdrową żywnością. Pracował też jako masażysta. 

### Kariera
Po występie w dwóch produkcjach: Biker’s Liberty (1983) i The New Breed (1983), otrzymał propozycję od lokalnego fotografa Freda Bisonnesa pozowania do zdjęć do magazynu dla gejów jak „Advocate Men” czy „Mandate”. 
W latach 1982–1990 przebywał w Brazylii, gdzie pracował jako fotograf mody dla magazynu „Advocate Men”, a także zrealizował serię filmów Advocate Men Live z brazylijskimi aktorami: Advocate Men Live 4: From San Francisco To Rio (1988), Tropical Heatwave (1988), Carnival in Rio (1989), Champs (1989), Island Fever (1989), Manhattan Latin (1990) i Advocate Men Live 6 (1990).
Z czasem zyskał opinię jako wyróżniający się wysoką jakością filmów reżyser i producent w branży erotycznej dla gejów. W swoich filmach zatrudniał wyłącznie aktorów dojrzałych, o wysportowanej i muskularnej sylwetce, pochodzących głównie z Ameryki Południowej i Europy, o wybitnie nieprzeciętnej urodzie, a wśród nich znaleźli się Huessein, Ivan Andros, Rafael Alencar, Arpad Miklos, Miguel Leon, Jason Kingley i Edu Boxer.
Plenery do zdjęć wyszukiwał w egzotycznych regionach świata i kolorowych, luksusowych wnętrzach. W jego filmach akcje w naturalnych plenerach kończą się relaksem wśród egzotycznej zieleni i pośród kolorowych kwiatów. Po upadku państw socjalistycznych, podobnie jak reżyser z USA, William Higgins w Czechach, Bjorn znalazł nowych aktorów gejowskich na Węgrzech. Dodatkowym źródłem dochodów Bjorna jest własne wydawnictwo magazynów, albumów, widokówek i plakatów z jego aktorami.
Od 2000 przemianował swoją firmę z Kristen Bjorn Productions na Sarava Productions w Miami, na Florydzie. Filmy Crossroads of Desire (2003) i Men Amongst the Ruins (2003) z Rafaelem Alencarem nakręcił na Antigui w ruinach klasztoru i ruinach kilku różnych kościołów. Kilka lat później, w 2006, lokalny kanał informacyjny Guatevisión przedstawił w wiadomościach, że w „świętych ruinach katolickich” w Gwatemali nakręcono „homoseksualny film pornograficzny”. Agencje informacyjne w całej Ameryce Łacińskiej i Europie Południowej twierdziły także, że burmistrz miasta był zamieszany w zbezczeszczenie „najświętszego miasta w całej Gwatemali” i powinien zostać natychmiast postawiony w stan oskarżenia. Z kolei w Hiszpanii gazety twierdziły, że kręcono film w „świętych ruinach Majów”. Następnie ujawniono, że w żadnej ze „świętych ruin” (niektóre z nich są często wykorzystywane przez miejscowych jako latryny) w rzeczywistości nie miały miejsca żadne obsceniczne czyny i nie złamano żadnego prawa. 
Bjorn podjął się reżyserii krótkometrażowej komedii erotycznej fantasy Trouser Bar (2016) z udziałem Nigela Haversa. Scenariusz do filmu autorstwa Johna Gielguda był napisany dla reżysera filmów erotycznych o tematyce gejowskiej Petera de Rome’a, a jego akcja rozgrywa się w sklepie z odzieżą męską.

## Nagrody i nominacje
| Rok  | Nagroda                          | Kategoria                                                 | Film                                                                      | Rezultat  |
| ---- | -------------------------------- | --------------------------------------------------------- | ------------------------------------------------------------------------- | --------- |
| 1989 | XRCO Award                       | Najlepszy reżyser produkcji gejowskich                    | Carnaval in Rio (1989)                                                    | Wygrana   |
| 1994 | Grabby Award                     | Najlepsze wideo                                           | Call of the Wild (1992)                                                   | Wygrana   |
| 1998 | GayVN Award                      | Najlepszy reżyser                                         | ManWatcher (1998)                                                         | Wygrana   |
| 1998 | GayVN Award                      | Najlepsze reżyser wideo                                   | ManWatcher (1998)                                                         | Wygrana   |
| 1998 | Grabby Award                     | Najlepszy kinematograf                                    | Amazon Adventure (1997)                                                   | Wygrana   |
| 1998 | Grabby Award                     | Najlepsze międzynarodowe wideo                            | The Anchor Hotel (1997)                                                   | Wygrana   |
| 1998 | Grabby Award                     | Najlepszy reżyser                                         | Gangsters at Large (1996) Amazon Adventure (1997) The Anchor Hotel (1997) | Wygrana   |
| 1999 | Grabby Award                     | Najlepszy reżyser (z Chi Chi LaRue)                       | –                                                                         | Wygrana   |
| 2000 | GayVN Award                      | Najlepszy reżyser                                         | Thick As Thieves (1999)                                                   | Nominacja |
| 2003 | Grabby Award                     | Najlepszy reżyser wideo                                   | Dreamers (2002)                                                           | Nominacja |
| 2005 | GayVN Award                      | Najlepszy reżyser                                         | Men Amongst the Ruins (2004)                                              | Nominacja |
| 2005 | GayVN Award                      | Najlepszy operator kamery wideo                           | Men Amongst the Ruins (2004)                                              | Nominacja |
| 2005 | GayVN Award                      | Najlepszy montażysta                                      | Men Amongst the Ruins (2004)                                              | Nominacja |
| 2007 | Maleflixxx People’s Choice Award | Najlepszy film wideo                                      | Fire Dance (2005)                                                         | Wygrana   |
| 2007 | Heatgay Award                    | Najlepszy reżyser                                         | El Rancho (2005)                                                          | Wygrana   |
| 2007 | Heatgay Award                    | Najlepszy film                                            | El Rancho (2005)                                                          | Wygrana   |
| 2007 | Heatgay Award                    | Najlepszy skrypt                                          | El Rancho (2005)                                                          | Wygrana   |
| 2008 | Hard Choices Award               | Najlepszy reżyser                                         | El Rancho (2007) Rocks & Hard Places (2007)                               | Wygrana   |
| 2008 | Maleflixxx People’s Choice Award | Najlepszy film wideo                                      | Rocks & Hard Places (2007)                                                | Nominacja |
| 2008 | XBIZ Award                       | Najlepszy gejowski reżyser roku                           | –                                                                         | Nominacja |
| 2008 | GayVN Award                      | Najlepszy reżyser                                         | Rocks & Hard Places, Part 1 (2007) Rocks & Hard Places, Part 2 (2007)     | Nominacja |
| 2008 | GayVN Award                      | Najlepsze wideo                                           | Rocks & Hard Places, Part 1 (2007) Rocks & Hard Places, Part 2 (2007)     | Nominacja |
| 2009 | Hard Choices Award               | Najlepszy reżyser                                         | Love Addiction (2008)                                                     | Wygrana   |
| 2009 | Hard Choices Award               | Najlepszy zagraniczny film                                | Love Addiction (2008)                                                     | Wygrana   |
| 2009 | Maleflixxx People’s Choice Award | Najlepszy film wideo                                      | Rocks & Hard Places (2008)                                                | Nominacja |
| 2009 | XBIZ Award                       | Najlepszy reżyser roku GLBT                               | –                                                                         | Nominacja |
| 2010 | Cybersocket Award                | Najlepsza europejska witryna tematyczna                   | –                                                                         | Nominacja |
| 2010 | Cybersocket Award                | Film roku                                                 | Horns Of Plenty (2008)                                                    | Nominacja |
| 2010 | GayVN Award                      | Najlepsze całe wideo                                      | Tropical Adventure Parts 1 & 2 (2009)                                     | Wygrana   |
| 2010 | XBIZ Award                       | Najlepsze studio roku Kristen Bjorn Productions           | –                                                                         | Nominacja |
| 2011 | Hard Choice Award                | Najlepszy reżyser zagraniczny                             | Tropical Adventure 2 (2009)                                               | Wygrana   |
| 2011 | Hard Choice Award                | Najlepszy film zagraniczny                                | Tropical Adventure 2 (2009)                                               | Wygrana   |
| 2011 | Hard Choice Award                | Najlepsza wideografia                                     | Tropical Adventure 2 (2009)                                               | Wygrana   |
| 2011 | Maleflixxx People’s Choice Award | Najlepszy reżyser zagraniczny                             | Skin Deep (2008)                                                          | Nominacja |
| 2011 | Grabby Award                     | Najlepszy film                                            | Costa Brava: The Wild Coast (2010)                                        | Wygrana   |
| 2011 | Grabby Award                     | Nagroda za całokształt twórczości                         | –                                                                         | Wygrana   |
| 2011 | XBIZ Award                       | Gejowski reżyser roku                                     | Sex City Parts 1 & 2 (2011)                                               | Nominacja |
| 2012 | Grabby Award                     | Najlepszy reżyser                                         | Sex City Parts 1 & 2 (2011)                                               | Nominacja |
| 2012 | Grabby Award                     | Najlepszy film                                            | Sex City Parts 1 & 2 (2011)                                               | Nominacja |
| 2013 | XBIZ Award                       | Gejowski reżyser roku                                     | –                                                                         | Nominacja |
| 2014 | Grabby Award                     | Najlepszy cały seks                                       | First Time Part 1 & 2 (2013)                                              | Wygrana   |
| 2014 | Grabby Award                     | Najlepszy reżyser                                         | First Time Part 1 & 2 (2013)                                              | Nominacja |
| 2014 | Grabby Award                     | Najlepsza wideografia                                     | First Time Part 1 & 2 (2013)                                              | Nominacja |
| 2014 | Grabby Award                     | Najlepszy film                                            | First Time Part 1 & 2 (2013)                                              | Nominacja |
| 2014 | Grabby Award                     | Najlepsza strona firmy wideo KristenBjorn.com             | –                                                                         | Nominacja |
| 2014 | Grabby Award                     | Najlepsza oryginalna treść internetowa KristenBjorn.com   | –                                                                         | Nominacja |
| 2015 | Cybersocket Award                | Najlepszy producent treści                                | –                                                                         | Nominacja |
| 2015 | Cybersocket Award                | Biznesmen roku                                            | –                                                                         | Nominacja |
| 2015 | Cybersocket Award                | Najlepsza witryna wideo                                   | –                                                                         | Nominacja |
| 2015 | Cybersocket Award                | Najlepsza europejska witryna                              | –                                                                         | Nominacja |
| 2015 | Cybersocket Award                | Najlepsza witryna z treściami mobilnymi                   | –                                                                         | Nominacja |
| 2015 | Cybersocket Award                | Najlepsza strona VOD                                      | –                                                                         | Nominacja |
| 2015 | XBIZ Award                       | Gejowski reżyser roku                                     | –                                                                         | Nominacja |
| 2017 | Grabby Award                     | Najlepszy film lub seria internetowa                      | Skins 1 & 2 (2016)                                                        | Nominacja |
| 2017 | Grabby Award                     | Ulubiony film fanów Steam Works                           | Bare to the Bone PartS 1 & 2 (2016)                                       | Nominacja |
| 2017 | Grabby Award                     | Najlepsza strona internetowa wideo KristianBjorn.com      | –                                                                         | Nominacja |
| 2017 | Grabby Award                     | Najlepszy trójkąt Hugo Arenas, Hans Berlin i Craig Daniel | Skins (2016)                                                              | Wygrana   |
| 2018 | GayVN Award                      | Najlepszy reżyser filmu niedługometrażowego               | In The Flesh 1 (2017)                                                     | Nominacja |
| 2018 | Grabby Award                     | Najlepszy cały filmowy seks                               | Hot Stuff (2017)                                                          | Nominacja |
| 2018 | Grabby Award                     | Najlepszy film lub seria internetowa                      | Meat Men (2017)                                                           | Nominacja |
| 2018 | Grabby Award                     | Najlepsza strona firmy wideo KristenBjorn.com             | –                                                                         | Nominacja |
| 2018 | Grabby Award                     | Ulubiony film fanów Steam Works                           | Horn Dog (2017)                                                           | Nominacja |
| 2019 | GayVN Award                      | Najlepszy reżyser filmu niepełnometrażowego               | Deep & Raw (2018)                                                         | Nominacja |
| 2019 | Grabby Award                     | Najlepszy reżyser całego seksu                            | Deep & Raw (2018)                                                         | Nominacja |
| 2019 | Grabby Award                     | Ulubiony film fanów Steam Works                           | Deep & Raw (2018)                                                         | Nominacja |
| 2019 | Cybersocket Award                | Najlepszy reżyser                                         | –                                                                         | Nominacja |
| 2019 | Cybersocket Award                | Firma roku                                                | –                                                                         | Nominacja |
| 2019 | Cybersocket Award                | Najlepsza witryna wideo                                   | –                                                                         | Nominacja |
| 2020 | GayVN Award                      | Najlepszy reżyser filmu niefabularnego                    | Busting Manholes (2018)                                                   | Nominacja |
| 2020 | GayVN Award                      | Najlepszy cały seks filmowy                               | Dog Eat Dog (2019)                                                        | Nominacja |
| 2021 | XBIZ Award                       | Gejowski reżyser roku                                     | –                                                                         | Nominacja |
| 2021 | GayVN Award                      | Najlepszy reżyser filmu niefabularnego                    | Bareback Shooters (2020)                                                  | Nominacja |
| 2022 | Grabby Award Europe              | Najlepszy producent                                       | –                                                                         | Wygrana   |
| 2022 | Grabby Award Europe              | Nagroda za całokształt twórczości                         | –                                                                         | Wygrana   |
| 2023 | GayVN Award                      | Najlepszy cały seks filmowy                               | Tight Fit (2022)                                                          | Nominacja |
| 2023 | Fleshbot Award                   | Najlepsza scena gejowska Justin Jett i John Rodriguez     | Reality Porn #9 (2022)                                                    | Nominacja |
| 2024 | Grabby Award                     | Najlepsza strona internetowa KristenBjorn.com             | –                                                                         | Nominacja |
| 2024 | GayVN Award                      | Najlepszy cały seks filmowy                               | Men of Action (2023)                                                      | Nominacja |

## Publikacje
- Jamoo, Kristen Bjorn: The Films of Kristen Bjorn. Companion Press Laguna Hills, CA, 1997. ISBN 978-1-889138-00-8.Sprawdź autora:1.
- Bruno Gmünder: Men of the World. Berlin, 2002. ISBN 978-3-86187-241-2.
- Bruno Gmünder: Men of Kristen Bjorn. Berlin, 2003. ISBN 1-58333-263-4.
- Bruno Gmünder: Stallions. Berlin, 2005. ISBN 978-3-86187-682-3.
- Bruno Gmünder: Body Heat. Berlin, 2007. ISBN 978-3-86187-860-5.
- Bruno Gmünder: Greats—Kristen Bjorn: Men of the World. Berlin, 2008. ISBN 978-3-86787-000-9.